# Aleksander Wąsowicz
Aleksander Wąsowicz (ur. 14 lutego 1918, zm. 17 września 1963) – polski pilot myśliwski, instruktor lotniczy, później cywilny pilot doświadczalny.

## Życiorys
Szkolenie lotnicze rozpoczął w 1936 roku na szybowcach „Wrona” i „Czajka”. Rok później uzyskał przeszkolenie w pilotażu samolotowym w Masłowie k. Kielc. Dobre wyniki w szkoleniu sprawiły, że po uzyskaniu matury wstąpił do Szkoły Podchorążych Rezerwy Lotnictwa w Radomiu. Tam odbył przeszkolenie na samolotach:
- PWS-16
- PWS-26
- PZL P.7a

W Kampanii wrześniowej wykonał jeden lot bojowy.
Podczas okupacji był żołnierzem Armii Krajowej pod pseudonimem Spad. Brał udział w akcjach dywersyjnych, m.in. dowodził Akcją Bielany, w której zniszczono niemieckie samoloty transportowe Ju-52 na lotnisku na Bielanach w Warszawie. Został promowany na stopień podporucznika.
Po wojnie na pierwszym unifikacyjnym kursie dla instruktorów samolotowych w Ligotce Dolnej uzyskał uprawnienia instruktora. Był następnie instruktorem w Aeroklubie Warszawskim. Specjalizował się w akrobacji lotniczej. W 1949 negatywnie zweryfikowany, odsunięty od latania, do 1956 roku pracował poza lotnictwem.
W 1956 roku ponownie rozpoczął pracę w Aeroklubie i jednocześnie uzyskał angaż do pracy w Instytucie Lotnictwa, gdzie w 1957 roku uzyskał uprawnienia pilota doświadczalnego. W sierpniu 1961 roku nabył uprawnienia pilota komunikacyjnego (samoloty wielosilnikowe). Latał na samolotach m.in.:
- CSS-13
- LWD Junak-2.
- Jak-12
- TS-8 „Bies”
- PZL-102 Kos
- PZL-101 Gawron
- MD-12,

Ogółem wykonywał loty na 56 typach samolotów i szybowców.
Zginął śmiercią lotnika w katastrofie lotniczej podczas badań w locie – leciał jako II pilot samolotu MD-12 dnia 17 września 1963 roku.